# Taylor Hackford
Taylor Hackford est un réalisateur et producteur américain né le 31 décembre 1944.

## Biographie
(février 2022).
Après des études de sciences politiques et deux ans de service dans le corps des Volontaires de la Paix en Bolivie, dans les années 1960, Taylor Hackford réalise de nombreux documentaires et reportages d'investigation pour la chaîne de télévision KCET. Son travail, reconnu et couronné par deux Emmy Awards, lui permet de diversifier ses fonctions. Il devient producteur et crée sa propre société, New Visions Pictures.
En 1978, Teenage father, qu'il écrit, produit et met en scène, remporte l'Oscar du meilleur court-métrage. Fort de cette réussite, le cinéaste signe son premier long deux ans plus tard, Le Temps du rock'n'roll. Mais c'est Officier et gentleman, en 1982, succès commercial et critique, qui le révèle véritablement, lui apportant deux Oscars : celui de la meilleure chanson originale pour « Up Where We Belong » et du meilleur acteur dans un second rôle pour Louis Gossett Jr.

### Vie privée
Il a été marié avec Georgie Lowres (1967-1972), avec qui il a un enfant, Rio Hackford, né en 1970. Il se marie ensuite avec la productrice Lynne Littman (1977-1987), avec laquelle il a un autre fils, Alexander, né en 1979. Il est marié depuis 1997 à l'actrice Helen Mirren.

## Filmographie

### Réalisateur
- 1978 : Teenage Father (court-métrage)
- 1980 : Le Temps du rock'n'roll (The Idolmaker)
- 1983 : Officier et Gentleman (An Officer and a Gentleman)
- 1984 : Contre toute attente (Against all odds), remake de La Griffe du passé de Jacques Tourneur
- 1986 : Soleil de nuit (White nights)
- 1988 : Hail! Hail! Rock 'n' Roll (documentaire musical)
- 1988 : Everybody's All-American
- 1993 : Les Princes de la ville (Blood in, blood out)
- 1995 : Dolores Claiborne
- 1998 : L'Associé du diable (The Devil's Advocate)
- 2001 : L'Échange (Proof of Life)
- 2005 : Ray
- 2010 : Love Ranch
- 2013 : Parker
- 2016 : The Comedian

### Producteur / producteur délégué
- 1973 : Bukowski (documentaire) de Richard Davies
- 1987 : La Bamba de Luis Valdez
- 1989 : East side story (Rooftops) de Robert Wise
- 1990 : Le Chemin de la liberté (The Long Walk Home) de Richard Pearce
- 1991 : Sans aucune défense (Defenseless) de Martin Campbell
- 1991 : Pensées mortelles (Mortal Thoughts) d'Alan Rudolph
- 1991 : Sweet Talker de Michael Jenkins
- 1991 : Bienvenue au club (Queens Logic) de Steve Rash
- 1996 : When We Were Kings (documentaire) de Leon Gast
- 1999 : G:MT – Greenwich Mean Time de John Strickland

## Récompenses
- En 1978, il reçoit l'Oscar du meilleur court métrage en prises de vues réelles pour Teenage Father.
- En 2005, Ray est nommé 6 fois aux Oscars (meilleur film, réalisateur, acteur, costumes, montage, son).